# Ethiopian Full Gospel Believers' Church
L'Ethiopian Full Gospel Believers' Church est une association chrétienne évangélique d'églises pentecôtistes.  Son siège est une megachurch à Addis-Abeba, en Éthiopie.

## Histoire
L'Ethiopian Full Gospel Believers' Church a ses origines dans une conférence pentecôtiste organisée à l’Université d'Addis-Abeba en 1966. L'église est officiellement fondée en 1967 . En 2015, elle disait compter 2.143 églises et 4,5 millions de membres .

## Croyances
L'association  a une confession de foi pentecôtiste.